# Édit royal
Au Moyen Âge et sous l'Ancien Régime, un édit royal est un acte législatif du souverain, qui se distingue de l'ordonnance par le fait qu'il ne porte que sur un sujet. Il peut ne concerner qu'un groupe de personnes ou qu'une province.
Les édits étaient datés du mois et de l'année (et non du jour) auxquels ils étaient établis. Ils étaient scellés du sceau de cire verte avec des lacs de soie verte et rouge.
Quelques édits renommés en France :
- L'édit d'Union, du 21 juillet 1588, par lequel Henri III, chassé de Paris, reconnut la Ligue et déclara s'unir à elle.
- Les édits de Pacification, rendus en grand nombre pour suspendre les guerres de religion dans le XVIe siècle : les plus célèbres sont :
  - l'édit d'Amboise, rendu le 19 mars 1563 par Charles IX, permettant aux Calvinistes de s'assembler, pour l'exercice de leur culte, dans toutes les villes dont ils étaient alors en possession
  - l'édit de Nantes, publié par Henri IV en 1598, et révoqué en 1685 par Louis XIV. Il accorde aux Calvinistes la liberté de conscience, l'exercice de leur culte, et l'admission aux charges et aux fonctions publiques. Il a été révoqué en 1685 par l'édit de Fontainebleau.

Quelques édits hors de France :
- L'édit de Caracalla de 212, également appelé Constitution antonine : il accorde la citoyenneté romaine à tous les hommes libres de l'Empire qui ne l'avaient pas encore.
- L'édit de Milan, publié à Milan en 313 par l'empereur Constantin en faveur de la religion chrétienne.
- L'édit de Thessalonique, publié en 380 par Théodose Ier et par lequel le Christianisme devient religion officielle de l'Empire romain.
- L'édit d'union, publié en 405 par Honorius contre les Donatistes et les Manichéens, et qui avait pour but de réunir tous les peuples sous une seule religion, la religion catholique.
- L'édit de Worms, promulgué le 26 mai 1521 par l'empereur Charles Quint pour interdire le luthéranisme
- L'édit de Conquête, rendu en 1582, portant sur les mines inondées
- L'édit perpétuel : règlement en 47 articles publié en 1611 par l'archiduc d'Autriche Albert pour régler dans ses États l'administration de la justice.
- L'édit de Rivoli, signé en 1561 par Emmanuel-Philibert Ier de Savoie, relatif à l'usage de la langue dans ses États.
- L'édit de Restitution, promulgué en 1629 par Ferdinand II, pour récupérer les biens ecclésiastiques dont les protestants s'étaient peu à peu emparés.
- L'édit des pommes de terre rendu par Frédéric II de Prusse, ordonnant à ses sujets à cultiver la pomme de terre.
- L'édit des processions, promulgué en 1786 par Joseph II d'Autriche, réglementant les processions religieuses.
- L'édit des kermesses, promulgué en 1786 par Joseph II d'Autriche, stipulant que toutes les kermesses du pays devaient se dérouler le même jour, le deuxième dimanche après Pâques.
- Les édits de tolérance, par lesquels les membres d'une religion donnée ne sont pas persécutés.
- L'édit pour repousser les navires étrangers, rendu par le shogun Ienari Tokugawa en 1825, faisant en sorte que tous les navires étrangers soient chassés des eaux japonaises.